# PharmaMar
PharmaMar es una empresa farmacéutica española con sede en Colmenar Viejo, Madrid, España. Fundada en 1986 como una subsidiaria de Zeltia, absorbió a su empresa matriz y todas sus subsidiarias en una fusión inversa en 2015. La compañía forma parte del Índice General de la Bolsa de Madrid (IGBM) y del índice Ibex Medium Cap, y cotizó en el IBEX 35 de septiembre de 2020 a diciembre de 2022, tras haber formado parte a su vez del índice bursátil Ibex Small Cap.
PharmaMar se dedica a la investigación y desarrollo, fabricación y comercialización de fármacos derivados de recursos marinos para el tratamiento de diversos tipos de cáncer y Alzheimer. A través de su filial Genomica, PharmaMar también ha desarrollado procedimientos de pruebas moleculares para diversas enfermedades infecciosas, entre ellas el COVID-19 y se ha convertido en líder en análisis genéticos y pruebas de paternidad en el mercado español. Su subsidiaria Sylentis desarrolla terapias basadas en técnicas de silenciamiento génico como el ARN interferente.

## Historia de PharmaMar

### Zeltia (1939 a 2015)
Zeltia se fundó en 1939 en Vigo como empresa derivada de los laboratorios Miguel Servet. Durante estos los primeros años se centró principalmente en la producción de medicamentos para el tratamiento de enfermedades cardiovasculares, metabólicas y desórdenes ginecológicos como insulina de liberación controlada, sulfonamidas, alcaloides y efedrina. En 1949, junto con otros laboratorios españoles, crea la empresa Antibióticos SA, dedicada al envasado de penicilina y estreptomicina importadas a granel. En 1963 Zeltia comienza a cotizar en la Bolsa de Valores de Madrid y en 1964 diversifica su negocio creando tres filiales dedicadas a la industria agrícola (Zeltia Agraria), la industria farmacéutica (ICI Farma) y la industria químico-veterinaria (Zelnova) respectivamente. Tras un acuerdo con la empresa alemana Desowag Bayer Holzschutz, en 1975 se crea la marca Xylacel, que comercializa productos para el tratamiento de la madera y el metal. En 1984 Antibióticos SA e ICI Farma se separan del grupo Zeltia y en 1986 José María Fernández Sousa-Faro funda la filial PharmaMar con el objetivo de desarrollar fármacos antitumorales a partir de recursos marinos como las algas. En 1991 el grupo Zeltia decidió entrar en el mercado del diagnóstico genético y molecular con la creación de la filial PharmaGen, que en 2001 pasó a denominarse Genomica. En el mismo año, PharmaMar logró su primer éxito al completar la ruta de síntesis química para obtener el primer fármaco contra el cáncer desarrollado íntegramente en España, la trabectedina (ecteinascidina 743 o ET-743). Este compuesto químico comenzó a comercializarse con el nombre comercial de Yondelis tras la aprobación de la Agencia Europea de Medicamentos (EMA) y la Administración de Medicamentos y Alimentos (FDA) para el tratamiento del sarcoma de partes blandas y el cáncer uterino en estadios avanzados. Continuando con la expansión del grupo Zeltia en el campo de la biotecnología, en 2006 se fundó la filial Sylentis, orientada al desarrollo de terapias basadas en el silenciamiento génico. Entre 2012 y 2015, Zeltia se expandió por Europa, llegando a Italia, Alemania, Francia y Reino Unido.

### PharmaMar (2015 a la actualidad)
En 2015, con el objetivo de centrarse en el negocio principal del grupo, PharmaMar absorbió todo el grupo Zeltia mediante una fusión inversa. En esta línea de fortalecimiento del núcleo del negocio farmacéutico, en 2018 se vende la marca Xylacel a la multinacional holandesa AkzoNobel y en 2019 a la filial Zelnova. A principios del año 2020 antes del inicio de la enfermedad COVID-19, el grupo PharmaMar desarrolló un kit de diagnóstico específico para este coronavirus, basado en las pruebas diagnósticas previamente comercializadas por la filial Genomica. Esta prueba permite un diagnóstico rápido, incluso antes de que el paciente muestre síntomas.